# Municipio de Washington (condado de Chickasaw)
El municipio de Washington (en inglés: Washington Township) es un municipio ubicado en el condado de Chickasaw en el estado estadounidense de Iowa. En el año 2010 tenía una población de 869 habitantes y una densidad poblacional de 6,25 personas por km².

## Geografía
El municipio de Washington se encuentra ubicado en las coordenadas 43°8′53″N 92°22′36″O / 43.14806, -92.37667. Según la Oficina del Censo de los Estados Unidos, el municipio tiene una superficie total de 139 km², de la cual 139 km² corresponden a tierra firme y (0 %) 0 km² es agua.

## Demografía
Según el censo de 2010, había 869 personas residiendo en el municipio de Washington. La densidad de población era de 6,25 hab./km². De los 869 habitantes, el municipio de Washington estaba compuesto por el 98,96 % blancos, el 0,23 % eran afroamericanos, el 0,35 % eran amerindios, el 0,23 % eran de otras razas y el 0,23 % eran de una mezcla de razas. Del total de la población el 1,04 % eran hispanos o latinos de cualquier raza.